# Hyaleucerea trifasciata
Hyaleucerea trifasciata är en fjärilsart som beskrevs av Butler 1877. Hyaleucerea trifasciata ingår i släktet Hyaleucerea och familjen björnspinnare. Inga underarter finns listade i Catalogue of Life.